# Gutter Tactics
Gutter Tactics è il quinto album del gruppo hip hop statunitense Dälek, pubblicato nel 2009.
| Recensione | Giudizio |
| ---------- | -------- |
| AllMusic   | [ 1 ]    |

## Tracce
Tracce scritte dai dälek.
1. "Blessed Are They Who Bash Your Children's Heads Against a Rock" – 1:24
2. "No Question" – 4:40
3. "Armed with Krylon" – 5:11
4. "Who Medgar Evers Was..." – 8:03
5. "Street Diction" – 5:28
6. "A Collection of Miserable Thoughts Laced with Wit" – 3:21
7. "Los Macheteros/Spear of a Nation" – 3:15
8. "We Lost Sight" – 4:32
9. "Gutter Tactics" – 4:38
10. "2012 (The Pillage)" – 3:30
11. "Atypical Stereotype" – 6:22